# Тайнсайд
Тайнсайд — крупнейшая городская агломерация региона Северо-Восточная Англия с населением более 800 тысяч человек. Основной город полицентрической агломерации — Ньюкасл-апон-Тайн.
По данным министерства статистики Англии в 2001 году агломерация Тайнсайд состояла из 14 населенных пунктов с общей численностью населения 879 996 человек.

## Список населенных пунктов
Населенные пункты городской агломерации Тайнсайд приведены в порядке убывания численности населения.
- Ньюкасл-апон-Тайн 307 565
- Саут-Шилдс 82 854
- Гейтсхед 78 403
- Уашинтон 53 388
- Уолсенд 42 842
- Ньюбёрн 41 294
- Норт-Шилдс 39 040
- Хоутен-ле-Спринг 36 746
- Уайтли Бэй 36 544
- Честер-ле-стрит 36 049
- Лонгбентон/Килинуорт 34 878
- Феллинг[англ.] 34 196
- Джарроу 27 526
- Госфорт 23 620